# На Западном фронте без перемен (фильм, 1930)
«На За́падном фро́нте без переме́н» (англ. All Quiet on the Western Front) (1930)  — чёрно-белая эпическая военная драма режиссёра Льюиса Майлстоуна, экранизация одноимённого романа Эриха Марии Ремарка. В ноябре 1930 года на третьей церемонии премии «Оскар» кинокартина получила две статуэтки в номинациях «Лучший фильм» и «Лучший режиссёр».
В 1990 году включён в Национальный реестр фильмов, обладая «культурным, историческим или эстетическим значением».
По версии Американского института кино, картина занимает 7-е место в списке «10 лучших эпических фильмов» 10 фильмов из 10 жанров.

## Сюжет
Фильм начинается предисловием из романа: «Эта история не является ни обвинением, ни исповедью, ни приключением, ибо смерть не приключение для тех, кто смотрит ей в лицо. Это лишь попытка рассказать о поколении, которое погубила война, о тех, кто стал её жертвой, даже если спасся от снарядов…»
Фильм повествует о «потерянном поколении», о молодых парнях, которые сразу со школьной скамьи добровольно отправились на фронт, увлечённые милитаристско-шовинистической пропагандой.
Кайзеровская Германия. 19-летний Пауль Боймер (Лью Эйрз), вместе со всеми одноклассниками записываются добровольцами на фронт Первой мировой после пламенной речи профессора Канторека (Арнольд Люси) о красоте воинского подвига и героической гибели во имя Отечества, убеждённые, что та продлится недолго, а они покроют себя лаврами победы. Перечеркнув записи на доске, ученики пишут «На Париж!» и запевают немецкий марш, маршируя и разбрасывая тетради.
В учебном лагере, где ещё вчерашний почтальон Химмельштрос (Джон Рэй, англ.) неожиданно становится унтер-офицером и требует беспрекословного подчинения, отбросив все сантименты, молодые люди быстро разочаровываются. Химмельштрос заявляет: «Вы собираетесь стать солдатами — и всё». Начинается изнурительная подготовка. Начальство хвалит вовсю выслуживающегося офицера и назначает переброску на фронт до полуночи. Ночью друзья мстят возвращающемуся из кабака начальнику, выпоров того палками, завернув в простыню и бросив в грязь.
После высадки из поезда, новобранцы попадают под артобстрел, в результате которого погибает один из группы. Его смерть производит неизгладимое впечатление на одноклассника Пауля, Бена. Новички закреплены за второй ротой, состоящей из зрелых солдат. Молодые люди, не евшие с утра, узнают, что их сослуживцы не ели уже два дня. Один из них, капрал «Кат» Катчински, отправляется на добычу провианта, возвращаясь с тушей свиньи, украденной из полевой кухни. За обед молодёжь расплачивается мылом и сигаретами.
По пути к окопам с задачей натягивания колючей проволоки Катчински поучает «зелёных», дабы те не погибли в первую же ночь. Для них это мучительный опыт, особенно когда мечущийся в истерике Бен, ослеплённый шрапнелью, погибает под пулемётным огнём. Отряд проводит несколько дней в бункере под обстрелами, в ходе которого потерявший самообладание Кеммерих, которому снится смерть Бена, выбегает из укрытия и получает ранение. Кату удаётся добыть буханку хлеба, на которую с жадностью набрасываются сослуживцы. Также им приходится защищать вещи от крыс. Вскоре звучит свисток, рота уходит в окопы, дабы отбить атаку французских солдат. При поддержке артиллерии и двух пулемётов удаётся перебить часть вражеских сил, но этого недостаточно. Бой продолжается штыковой, немцы отступают, но вскоре переходят в контрнаступление. Кат уничтожает пулемётную позицию метким броском гранаты. Рота занимает вражеские позиции, но понимая, что долго не продержится, оставляет их.
Спустя три недели с момента прибытия новобранцев солдат наконец отправляют к полевым кухням. От роты остаётся 80 человек, вследствие чего солдаты по приказу командира Бертинка получают двойную порцию, несмотря на возражения повара, готовившего на 150 человек, и наедаются до отвала. Рота узнаёт, что на следующий день будет вновь брошена в бой, и в полусерьёзной манере рассуждает, оскорбляют ли географические названия воюющих стран друг друга, и как это связано с ними. Тьяден, сослуживец Боймера, фамильярно говорит о себе и кайзере.
Пятеро друзей навещают Кеммериха в госпитале, возвращая тому вещи, который с ужасом понимает, почему у него так болит правая ступня — ему ампутировали ногу. Мюллер хочет оставить сапоги Франца себе по соответствующей причине, на что ловит осуждающие взгляды одноклассников. Доктор говорит Паулю, что раненому больше ничем нельзя помочь. Боймер успокаивает плачущего друга и просит Бога не дать тому умереть. Пауль судорожно ищет доктора. Вскоре юноша, пошатываясь, выходит из госпиталя с сапогами умершего друга.
Бой идёт за боем, роту перебрасывают с места на место. Детеринг, друг Боймера, получает письмо от жены и переживает за хозяйство. Капрал Химмельштосс прибывает в роту, но оказывается осмеян солдатами из-за плохой репутации. В первой же битве капрал трусит, что замечает Боймер, но внезапно, услышав приказ продолжать атаку, вылезает из траншеи и оказывается убит. Рота доходит до кладбища, но вскоре отступает. Пауль прячется в траншее, видя перескакивающих через неё французов, одного из которых он ранит кортиком.
Медленная и мучительная смерть солдата, с которым он оказывается один на один на целую ночь, становится самым тяжёлым испытанием для юноши. У Пауля не хватает духа прикончить несчастного, он старается облегчить его страдания — делает перевязку и поит сточной водой. На следующее утро солдат умирает с ухмылкой на лице. Пауль просит у трупа прощения, называя противника «товарищем» и задаётся вопросом — к чему всё это? Из документов Пауль узнаёт имя покойного — Жерар Дюваль, 1884 года рождения, у которого остались жена и маленькая дочь. Плачущий Пауль забывается, просыпаясь только ночью.
В лазарете Боймер рассказывает Кату о своём первом убийстве. Пауль замечает сослуживца, прицельно убивающего противника и удовлетворяющегося процессом, осознавая, что война есть война. Сослуживцы отправляются в кабак. Пауль обсуждает с Альбертом девушку с плаката четырёхмесячной давности — мая 1917 года, после чего отрывает половину. Купаясь в реке, солдаты замечают трёх французских крестьянок. Дозорный не позволяет тем переплыть реку, однако крестьянки предлагают тем прийти вечером. Трое друзей, давно не ощущавшие женского тепла, приносят девушкам еды. А чтобы отвлечь четвертого - купавшегося с ними Тьядека - оставляют Кату бутылку с предложением распить ее с Тьядеком. И те напиваются в стельку. Пауль, переспавший с Сюзанной, обещает помнить о ней.
Возвращаясь к линии фронта, Пауль и Альберт оказываются ранены в результате артобстрела. В госпитале они знакомятся с весёлым Йозефом Хамахером, раненым в голову и получившим свидетельство о невменяемости, хотя психически здоров, чем и пользуется. По его словам, рядом с моргом есть перевязочная, которую он называет «мертвецкой», и из которой на его памяти никто не вернулся живым. Ночью у Пауля открывается рана, несмотря на протест его отправляют в «мертвецкую». В его отсутствие Кроппу ампутируют ногу. Хамахер пытается отшутиться, но это не утешает юношу, тот начинает истерить. Радостный Пауль возвращается в палату. Альберт впадает в депрессию и провожает друга со слезами на глазах, после чего закрывает их лица на фотографии.
Поначалу полагавший участие в войне своим патриотическим долгом Боймер, вдоволь хлебнувший горя и крови, становится убеждённым пацифистом. Пауль приезжает на побывку к заболевшей матери (Берил Мерсер) и младшей сестре Эрне, привезя тем гостинцев. Боймер пьёт в баре с отцом и его друзьями, поддерживающими продолжение войны. Юноша посещает школу, где профессор Канторек призывает новую партию учеников на фронт, и говорит тем не идти туда, дабы не губить своих жизней, но его объявляют трусом. Юноша уходит, понимая, что его слова не возымеют никакого действия. Перед сном фрау Боймер нежно целует сына, готовя того к отъезду. Оставшись один, он понимает, что являясь ребёнком для матери, не может положить той голову на колени и поплакать.
16-летний новобранец сообщает вернувшемуся Боймеру, что после вчерашней атаки от второй роты осталось совсем мало людей, почти все ветераны убиты. Теперь она состоит преимущественно из молодых рекрутов. Выясняется, что Вестхус погиб, пытаясь вытащить с поля раненую собаку, а тоскующий по дому Детеринг дезертировал и был пойман за линией фронта. Пауль с радостью встречаются с Катом, как обычно ищущем пропитание. Того ранит в голень бомбой, Пауль несёт друга в укрытие. Во время обсуждения возможности встречи после войны Кат получает ранение в затылок осколком очередной бомбы и умирает. Пауль, продолжающий разговор, узнаёт об этом только в лазарете.
Приближается конец войны. Пауль, улыбаясь, высовывается из окопа и тянется к бабочке, но погибает от пули снайпера. В финале на фоне военного кладбища демонстрируются лица идущих в строю и оборачивающихся солдат второй роты, отправляемых на фронт, которых забрала война.

## В ролях
- Лью Эйрс — Пауль Боймер
- Луис Волхайм — капрал Станислаус "Кат" Катчински, сослуживец Боймера
- Джон Рэй — капрал Химмельштосс, бывший почтальон
- Арнольд Люси — профессор Канторек, школьный учитель Боймера
- Бен Александр — Франц Кеммерих, одноклассник Боймера
- Оуэн Дэвис мл. — Петер
- Уолтер Роджерс — Йозеф Бем, одноклассник Боймера
- Уильям Бейкуэлл — Альберт Кропп, одноклассник Боймера
- Рассел Глисон — Мюллер 'Пятый', одноклассник Боймера
- Ричард Александер — Хайе Вестхус, сослуживец Боймера
- Берил Мерсер — миссис Боймер
- Слим Саммервилл — Тьяден

В титрах не указаны
- Йола д’Арвиль — Сюзанна, французская крестьянка
- Эдмунд Брис — герр Мейер
- Хейни Конклин — Йозеф Хамахер, пациент в госпитале
- Винс Барнетт — помощник повара

## История создания
Для крупномасштабных батальных сцен и пиротехнических эффектов более 20 акров земли Ирвин Ранчо в Калифорнии были превращены в поля сражений, на которых находилось более 2000 «солдат». Это был первый звуковой фильм, использующий гигантский передвижной кран с камерой, в частности для съёмок реалистичных батальных сцен, и один из первых звуковых фильмов, в котором широко использовались подвижные кинокамеры.
Выпущенный первоначально в 140-минутной версии, фильм в дальнейшем сокращался до 110 и даже 90 минут. Эти усечённые версии, не передающие атмосферу фильма Майлстоуна, издаются и в настоящее время. В 1939 году была выпущена версия со специальной антинацистской вставкой.
Сыграв роль Пауля Боймера и получив во время работы над фильмом определённый моральный опыт, актёр Лью Эйрс отказался от воинской службы в период Второй мировой войны по морально-этическим соображениям, что вызвало резонанс в обществе, Эйрс служил медиком американского Красного Креста на Тихоокеанском фронте.
Продюсер фильма Карл Лэммле был очень недоволен тем, что у фильма будет соответствующий роману трагический конец и требовал у Майлстоуна переделать его в хэппи-энд. На это Майлстоун язвительно ответил, что в таком случае войну в фильме выиграют не французы, а немцы, после чего конфликт был исчерпан.
Стараниями НСДАП картина была запрещена к демонстрации в Германии 11 декабря 1930 года решением Совета по контролю над кинопродукцией, на что Ремарк в 1931 или 1932 году отреагировал статьёй «Тенденциозны ли мои книги?».

## Награды
- 1930 (ноябрь) — Премия «Оскар»
  - Лучший фильм (Карл Леммле-младший)
  - Лучший режиссёр — Льюис Майлстоун
- 1931 — «Медаль почёта» от журнала Photoplay

### Номинации
- 1930 — Премия «Оскар»
  - Лучшая операторская работа — Артур Эдерсон
  - Лучший адаптированный сценарий — Джордж Эбботт, Максвелл Андерсон, Дел Эндрюс

Американский институт киноискусства:
54-е место (1998) в списке 100 фильмов (выбыл в 2007)
7-е место в "10 лучших эпических фильмов" 10 фильмов из 10 жанров